# Turecký med

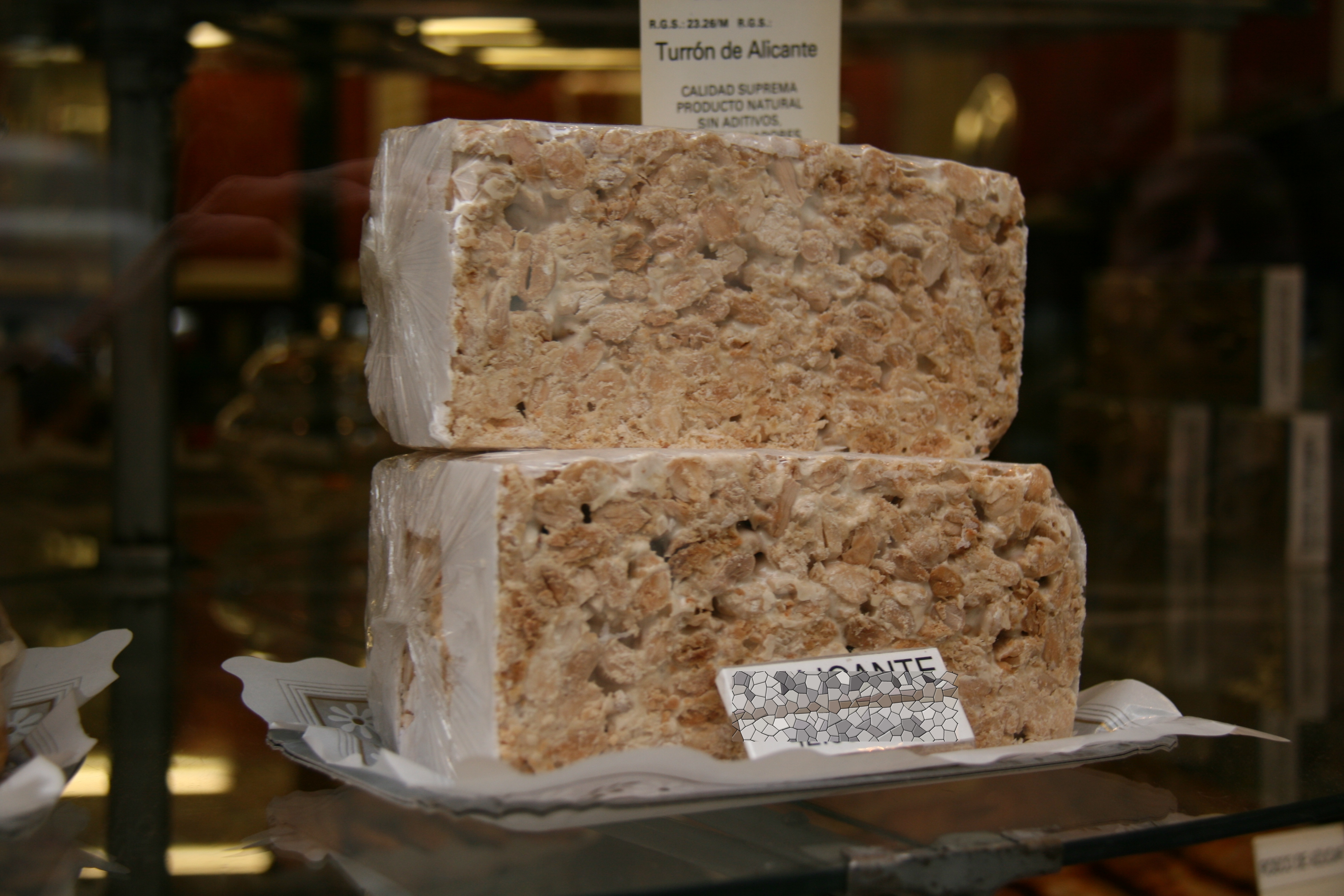
Španělský turrón de Alicante

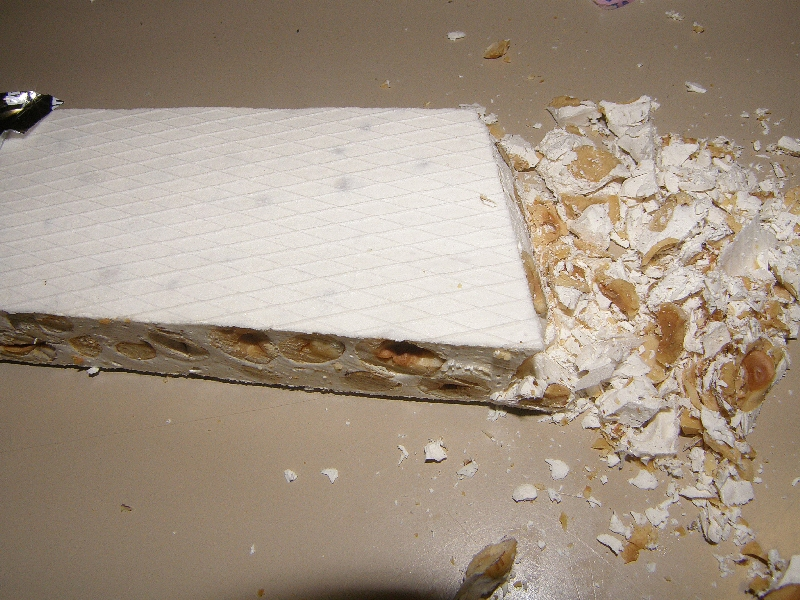
Klasický italský torrone

Turecký med je tradiční tvrdá cukrovinka, která se připravuje z cukru, medu, vaječného bílku, vody a sekaných oříšků. Za zemi původu bývá v českém prostředí obvykle považováno Turecko.
Tvrdý turecký med, známý z poutí, kde jej prodavači odsekávali sekáčkem, je příbuzným středozemské cukrovinky, která se v Katalánsku nazývá torró, ve Španělsku turrón a v Itálii torrone, a její varianty jsou známé i v Latinské Americe a na Filipínách. Nejstarší písemná zmínka o této pochoutce pochází údajně z doby mezi roky 1100–1150, kdy Gerard z Cremony přeložil knihu arabského lékaře ze španělské Córdoby nazvanou De medicinis et cibis simplicibus (O lécích a prostých pokrmech), v níž se mimo jiné zmiňuje i o arabském pamlsku zvaném turun.